# (1814) Bach
1814 Bach és l'asteroide número 1814 de la sèrie (1931 TW1), descobert el 9 d'octubre de 1931 por Karl Reinmuth (1892-1979) des de Heidelberg. És molt petit i, com tants d'altres, forma part del cinturó d'asteroides, zona del sistema solar que hi ha entre les òrbites de Mart i Júpiter.
S'anomena així en homenatge a l'admirat compositor alemany Johann Sebastian Bach (1685-1750).
Els seus elements orbitals són: semieix major (a) = 2.22597 U.A., període orbital (P) = 3.321077 anys, excentricitat (e) = 0.1314, valor del factor H = 13.1 i del factor G = 0.25.
Actualment (juny de 2008) cap equip investigador ha determinat el seu període de rotació o amplitud en banda V o banda B. a causa d'això, no es coneix el seu diàmetre aproximat ni la seva forma.